# Luchon Express
De Luchon Express was een toeristentrein van de Compagnie Internationale des Wagons-Lits (CIWL) naar het kuuroord Bagnères-de-Luchon in de Franse Pyreneeën.

## Inleiding
Nadat de langeafstandstreinen voor het zakelijke verkeer, Oriënt Express en de Calais-Nice-Rome Express, in dienst waren gekomen en een derde, de Nord-Sud Express, op stapel stond, kwamen de badplaatsen en kuuroorden bij de CIWL in beeld. De CIWL kon haar klanten van het zakelijk verkeer, in hun vrijetijd, ook naar toeristische bestemmingen vervoeren met dezelfde kwaliteitsstandaard.

## Hendaye
In 1886 werd Trouville aan de Franse kanaalkust als eerste badplaats bediend met een luxetrein en werd een voorstel gedaan voor de Pyrénées Express van Parijs naar Luchon. Deze Pyrénées Express kwam er toen echter niet. Pas op 15 juli 1889 reed de Hendaye-Luchon Express, dit was geen rechtstreekse verbinding met Parijs maar een luxe dagtrein die in Hendaye aansluiting bood op de Sud Express die het traject tussen Hendaye en Parijs 's nachts aflegde. Op 3 augustus 1889 werd deze trein alweer uit de dienstregeling genomen.

## Pyrénées Express
In 1891 werd Luchon opnieuw voorzien van een luxetrein, de Pyrénées Express. Deze trein combineerde de badplaats Biarritz en kuuroord Luchon. Vanaf Parijs werd tot Biarritz de route van de Sud Express gevolgd waarna doorgaande rijtuigen verder reden naar Luchon. Deze trein bestond uit slaaprijtuigen en een restauratierijtuig en reed van 1891 tot en met 1895 iedere zomer.

## Rechtstreeks
In 1898 kwam een rechtstreekse verbinding tussen Parijs en Luchon tot stand. De Luchon Express reed vanaf Parijs de kortste route naar Luchon. De trein bestond ook nu weer uit een restauratierijtuigen en slaaprijuigen. De trein reed alleen in de zomermaanden van 1898, 1899, 1900, 1903 en 1904.

### Route en dienstregeling 1898
| PL    | land      | station         | km | LP    |
| ----- | --------- | --------------- | -- | ----- |
| 18:40 | Frankrijk | Paris Nord      |    | 12:07 |
| 19:31 | Frankrijk | Paris d'Orleans |    | 11:15 |
| 21:00 | Frankrijk | Les Aubres      |    | 09:13 |
| ↓     | Frankrijk | Vierzon         |    | 08:01 |
| 23:05 | Frankrijk | Châteauroux     |    | 07:07 |
| 01:18 | Frankrijk | Limoges         |    | 04:47 |
| 05:26 | Frankrijk | Montauban       |    | 00:48 |
| 06:14 | Frankrijk | Toulouse        |    | 00:02 |
| 06:40 | Frankrijk | Luchon          |    | 21:28 |